# Formica subrufa
Formica subrufa är en myrart som beskrevs av Julius Roger 1859. Formica subrufa ingår i släktet Formica och familjen myror. Inga underarter finns listade i Catalogue of Life.